# 蒼き雷霆 ガンヴォルト
『蒼き雷霆 ガンヴォルト』（アームドブルー ガンヴォルト、Azure Striker Gunvolt）は、インティ・クリエイツより2014年8月20日にニンテンドーeショップにてダウンロード配信されたニンテンドー3DS用ゲームソフト。

## 概要
『ロックマンシリーズ』などで知られる稲船敬二とインティ・クリエイツのコラボレーションによる新規IPの2D横スクロールアクションゲーム。
SF系ライトノベル調の世界設定と、目まぐるしく入れ替わるスピーディーな攻防とコンボの爽快感がセールスポイントとして掲げられている。
早期購入特典として『マイティガンヴォルト』（MIGHTY GUNVOLT）のダウンロードコードが付属していた（11月19日まで）。
2015年8月28日には、SteamにてMicrosoft Windows向けのゲームとして配信開始された。
2016年に続編『蒼き雷霆 ガンヴォルト 爪』を発表、同年8月25日に配信された。本作と続編の二作を同時収録した『蒼き雷霆 ガンヴォルト ストライカーパック』（Switch版）も同日に発売された。また、本作の登場人物であるアキュラを主役とした外伝作品『白き鋼鉄のX THE OUT OF GUNVOLT』も後年に発売された。
2020年4月23日に『蒼き雷霆 ガンヴォルト ストライカーパック』（PS4版）が発売された。
2022年6月30日に『蒼き雷霆 ガンヴォルト』単体でXbox One、Xbox Series X/Sにも発売された。
2025年7月24日に初代と『爪』、『蒼き雷霆 ガンヴォルト 鎖環』の3作を収録した上ダウンロードコンテンツを全て同梱、音声のリニューアルとアキュラとRoRoのボイスを後任の声優に差し替え、ゲームバランスを調整、かつ追加要素も入れた『蒼き雷霆 ガンヴォルト トライアングル エディション』をSwitch、PS5で発売予定。
音楽CDやドラマCD、設定資料などメディアミックスも実施されており、アニメ化も決定されている。OVAとして2017年2月9日よりニンテンドーeショップにてオンデマンド配信されている。その後他サイトでのオンデマンド配信や映像ソフトの発売を予定している。発表当初は2016年末を予定していた。
本作および『ガンヴォルト 爪』で登場しているアキュラを主軸にした番外作品『白き鋼鉄のX THE OUT OF GUNVOLT』の制作も発表されている。
本作以外のゲスト参戦として、インティが同じく制作した『ブラスターマスター ゼロ』や他社が手掛けた『Blade Strangers（ブレードストレンジャーズ）』に登場している。

## ストーリー
人類の中に「第七波動」（セブンス）と呼ばれる特殊能力を持つ者が現れ始めた近未来が舞台。
国内の秩序は巨大複合企業「皇神」（スメラギ）グループによって保たれていたが、しかしその裏で皇神グループは能力者の強制収容や非人道的な人体実験を行っていた。
セブンスの能力者であるガンヴォルトは、かつて皇神グループに対抗するレジスタンスグループ「フェザー」の一員であった。シアンとの出会いにより物語が動き出す。

## 登場キャラクター

### メインキャラクター
ガンヴォルト
声 - 石川界人
本作の主人公。14歳の少年。コードネームは「GV」。電子を自在に操る「蒼き雷霆（アームドブルー）」の能力者。
元は私設武装組織「フェザー」の一員であったがシアンを保護する過程で組織を離脱。その後は、フリーの傭兵として何でも屋のようにフェザーからの依頼をこなしている。性格は、年の割に大人びている面もあるが、曲がったことが嫌いで、自分が納得のいかない事に対しては我を通そうとする若さと芯の強さがある。
シアン
声 - 桜川めぐ
13歳の少女。歌によって他の能力者の力を高める「電子の謡精（サイバーディーヴァ）」の能力者。
能力者が電子の謡精の歌を耳にした場合、特殊な干渉波が検知されるため、皇神はこの力を他の能力者の位置を特定するためのソナーとして利用していた。皇神により、実験体として武装列車で移送されていたところをガンヴォルトによって救出され、以降はガンヴォルトと共に同じ家で暮らすようになる。純粋で大人しい性格であり、自分に自由を与えてくれたガンヴォルトを慕っている。
モルフォ
声 - 桜川めぐ
皇神がプロデュースする国民的バーチャルアイドル。シアンの能力「電子の謡精（サイバーディーヴァ）」が具現化した存在である。 本体であるシアンとは別の自我を持っており、気が強く、自由奔放な性格をしているが、これはシアンの深層心理が反映されたものらしい。

### サブキャラクター

#### フェザー
アシモフ
声 - 雪田将司
フェザーの創始者の一人にして、チームシープスのリーダー。本作における真のラストボスで、戦うには特定の条件を満たす必要がある。
かつて皇神に幽閉されていたガンヴォルトを救い出したことがあり、ガンヴォルトにとっては親代わりとも言える存在。スナイパーライフルによる長距離狙撃を得意としている。
ストーリー終盤にて突如行方を晦ますが、エンディングでGVとシアンの前に現れ、自身の真の目的である無能力者の抹殺を明かす。その際2人をフェザーに呼び戻そうとするが、拒否された途端に2人をアキュラから奪った銃を使い殺害する。その後逃走するも、トゥルールートではシアンの犠牲で復活したGVに討たれた。
実はGVと同じく皇神の雷撃能力者量産計画「プロジェクト・ガンヴォルト」の実験体で、もう１人の「蒼き雷霆（アームドブルー）」能力発現者。しかし能力制御ができない事から失敗作として過酷な人体実験に供され短命となってしまい、皇神、ひいては無能力者全体への憎悪に取り憑かれてしまった。
なお、2人が殺されて終わってしまい、時が進んだ世界が「白き鋼鉄のX THE OUT OF GUNVOLT」である。
ジーノ
声 - 石谷春貴
チームシープスのムードメーカーである陽気な青年。コードネームは「シープス2」。
アニメや漫画、ゲームが好きであり、メタ発言をするなど軽い態度が目立つが、戦闘技術に関してはフェザーでもトップクラスの腕前を持つ。
モニカ
声 - MoeMi（旧・尾高もえみ）
チームシープスのオペレーターを務める女性。コードネームは「シープス3」。
フェザーには珍しい第七波動を持たない無能力者。真面目で優秀な人物であり、表に出すことは少ないがアシモフに淡い感情を抱いている。

#### 皇神
高天の支配者（バベルマスター） 紫電（シデン）
声 - 村瀬歩
宝剣 - 天叢雲（アメノムラクモ）、黒豹（クロヒョウ）、八咫烏（ヤタガラス） / 能力 - 念動力（サイコキネシス）
本作のラストボス。七宝剣を従える皇神の若きカリスマ。
国家の安寧を案じ、能力者の完全支配計画、歌姫（ディーヴァ）プロジェクトを進めている。皇神の中でも最高ランクの第七波動を有しているらしい。
ロメオ
声 - 牧野秀紀
オカマのような姿をした皇神の一員。
少年を痛ぶる趣味を持つガンヴォルト曰く「変態のオジサン」。
モルフォ抹殺の任務中のガンヴォルトを捕縛し、拷問をかけようとしたが電磁鞭を使ったことが災いとなり逃亡されてしまう。
作中では無名のままだったが担当声優の牧野が命名し、OVA版にて正式に設定された。『白き鋼鉄のX』ではとあるステージで石像が隠されている他、『蒼き雷霆 ガンヴォルト 鎖環』では先述の石像を落として攻撃するスキル系イマージュパルスとして登場する。

#### 七宝剣
怒れる爆炎（バーントラース） デイトナ
声 - 川上晃二
モデル - 憤怒 / 宝剣 - 火之迦具土（ヒノカグツチ） / 能力 - 爆炎（エクスプロージョン）
皇神の化学工場地帯を警備している能力者。
火炎を纏った足技や、熱エネルギーを球形にし相手にぶつけて燃焼させる戦闘スタイルを得意としている。元はカラーギャング「メイデンブラッド」のリーダーであったが、その能力を買われ紫電に直接スカウトを受けている。一度は固辞するものの、その後初めて聞いたモルフォの歌に聞き惚れて自ら皇神入りした。
嫉ましき生命輪廻（アンリミテッドエンヴィー） エリーゼ
声 - Ayano
モデル - 嫉妬 / 宝剣 - 布都御魂（フツノミタマ） / 能力 - 生命輪廻（アンリミテッドアニムス）
皇神の地下施設に収容されている能力者。
死者蘇生も可能な規格外の能力の持ち主であるがその能力を皇神は完全に制御出来ていない。元々は女子高に通っていたが能力と引っ込み思案な性格からいじめを受けていた少女であったが、皇神の洗脳により能力制御に特化した人格を植え付けられるも、主人各から生じた宝剣の副作用で破壊と殺戮しか思考しない残虐な性格へ変貌し、それを封印する為に植え付けられた新たな人格も好戦的な人格へ変貌し意図的な能力暴走で地下研究施設を壊滅させた。
人格の名称は主人格の「エリーゼ1」、残虐な人格の「エリーゼ2」、好戦的な人格の「エリーゼ3」となっており、宝剣を使う事で分裂して、それぞれの人格が独立した動きを取る。
貪り尽くす翅蟲（グラトニーフライ） ストラトス
声 - 三輪隆博
モデル - 暴食 / 宝剣 - 蜥蜴丸（トカゲマル） / 能力 - 翅蟲（ザ・フライ）
皇神の研究施設に収容されている能力者。
自身の肉体を蠅のようなエネルギー体に変換し物質を分解、吸収する能力を持つ。もともとは好青年だったが、度重なる実験の結果性格が著しく変わっている。既に宝剣による制御ができないほど第七波動が暴走しつつあるため、ViVidという植物から採取される薬品S.E.E.Dを服用して能力の制御を行っている。
怠惰なる亜空孔（スロースホーラー） メラク
声 - 粕谷雄太
モデル - 怠惰 / 宝剣 - 不動国行（フドウクニユキ） / 能力 - 亜空孔（ワームホール）
皇神の戦闘部隊を指揮している能力者。
何もない空間に亜空孔を生成し物質の転移を行える能力を持つ。優れた頭脳と第七能力者であることから他人に疎まれ、不登校になったところを紫電に雇われる。頭が切れることから上司である紫電には専属秘書として任命するほど気に入られているが、本人は非常に面倒くさがり屋。戦闘でも椅子型のマシンに座りっぱなしで、自分は動こうとしない。
傲慢なる残光（シルエットプライド） イオタ
声 - 中村卓
モデル - 傲慢 / 宝剣 - 小龍景光（コリュウカゲミツ） / 能力 - 残光（ライトスピード）
大電波塔アマテラスの守護を担う能力者。
戦闘では光速で飛行し、フォトンビットからレーザービームを繰り出したり、ビットを合体させ巨大な次元刀で斬撃を行ってくる。軍人の家系の生まれでもともとは軍に属していたが、能力者によるテロの鎮圧を皇神の能力者達に鎮圧されたことから皇神に組することが国家安寧に結び付くと考えた結果、皇神入りしたという経緯を持つ。
欲深き磁界拳（マグネットグリード） カレラ
声 - 大西真央
モデル - 強欲 / 宝剣 - 岩融（イワトオシ） / 能力 - 磁界拳（マグネティックアーツ）
能力者狩り部隊に所属する磁界拳の能力者。
他の能力者が行動不能に陥る特殊な磁場を発生させる能力を持つ。強者との闘いを求めた結果、自ら皇神入りを志願した武人然とした人物。一人称に「小生」、語尾に「～で候」などといった、時代錯誤な武士言葉を使用する。
色惑う夢幻鏡（ラストミラージュ） パンテーラ
声 - 野上翔
モデル - 色欲 / 宝剣 - 小烏丸（コガラスマル） / 能力 - 夢幻鏡（ミラー）
能力者狩り部隊に所属する謎の能力者。
幻惑系の能力を使用し、紫電に並ぶ最高ランクの第七波動を持つと言われているが不明な点が多い。さらにその日によって姿が異なると言われている為、年齢、性別なども全てが謎に包まれており、皇神内でもほとんど素性を把握しきれていない。
歓楽街にてアキュラにより倒されたかに思われたが存命しており、次作「ガンヴォルト爪」では主要人物として登場する。
本作では七宝剣の中で唯一直接戦う機会が無い相手である。

#### 科学者
能力者を滅する者（セブンス・スレイヤー）アキュラ
声 - 増尾興佑、内田雄馬（『トライアングルエディション』収録版）
皇神と能力者に強い憎悪を向け敵対する科学者の少年。
第七波動を持たない普通の人間だが、高い科学技術と、卓越した戦闘技術により並の能力者を凌駕する力を有している。ガンヴォルトが倒した能力者たちの能力因子サンプルを回収・解析し、彼らの第七波動を擬似再現した特殊装備を使用する。続編の『爪』では主人公に昇格する。

## スタッフ
- 原作・ディレクター：津田祥寿
- イラストレーター：畠山義崇
- 音楽・サウンド：山田一法
- プロデューサー：會津卓也
- エグゼクティブプロデューサー・アクション監修：稲船敬二 (comcept)

## 挿入歌
各ステージでクードス1000に到達した際や復活時に流れる挿入歌。
『蒼の彼方』
歌：モルフォ（CV:桜川めぐ）
演奏：皇神電子交響楽団
ステージ：皇神第一ビル、市街地、アメノサカホコ、アメノウキハシ
『霧時計』
歌：モルフォ（CV:桜川めぐ）
演奏：皇神電子交響楽団
ステージ：第三海底基地、SPミッション4
『紅色カゲロウ』
歌：モルフォ（CV:桜川めぐ）
演奏：皇神電子交響楽団
ステージ：地下施設、オノゴロフロート
『追憶の心傷（ペイン）』
歌：モルフォ（CV:桜川めぐ）
演奏：皇神電子交響楽団
ステージ：化学工場、SPミッション2
『碧き扉』
歌：モルフォ（CV:桜川めぐ）
演奏：皇神電子交響楽団
ステージ：大電波塔アマテラス、SPミッション3
『月世界（げっせかい）航路』
歌：モルフォ（CV:桜川めぐ）
演奏：皇神電子交響楽団
ステージ：薬理研究所
『灼熱の旅』
歌：モルフォ（CV:桜川めぐ）
演奏：皇神電子交響楽団
ステージ：データバンク施設、SPミッション1
『輪廻（リインカネーション）』
歌：モルフォ（CV:桜川めぐ）
演奏：皇神電子交響楽団
『櫻華爛漫』
歌：モルフォ（桜川めぐ）
作詞：ハコファクトリィ
音楽：川上領、山田一法
ステージ：歓楽街
『Eternal Blue』
歌：原幸子
作詞：MASHUNGA
音楽：川上領
ステージ：SPミッション5
『The One』
歌：原幸子
『青写真 -Cyanotype-』
歌：シアン（桜川めぐ）
『Find Out! -希望の羅針-』
歌：モニカ（尾高もえみ）、アシモフ（雪田将司）
作詞：HeArt MakiArt
音楽：桐岡麻季

## CD
『蒼き雷霆ガンヴォルト オリジナルサウンドトラック』/III（トリプルアイ）
1 長き夜の始まり
2 解き放たれし雷霆
3 蒼翼は夜に舞う
4 風雲急転
5 完遂
6 帰還と報酬
7 少女の祈り
8 戦士の日常
9 待ち受ける深淵
10 天照の威光
11 猛る炎獄
12 強欲の磁界
13 廻る魂の在り処
14 蟲毒の花園
15 渦巻く策謀
16 鞘抜く剣
17 七宝剣戟
18 撃破
19 惑いし不夜街
20 復讐の銀弾
21 断罪討滅
22 焦燥と追走
23 駆け抜ける電光
24 離れゆく大地
25 天に浮かぶ橋
26 高天の支配者
27 燐光演舞
28 満ちる神気
29 最終審判
30 訪れる悪夢
31 電子の波となって
32 雷霆衝突
33 長き夜が明ける
34〜41 挿入歌メドレー
42 桜咲モータースCM曲
『蒼乃燐光』（アオノリンコウ）
壱 蒼の彼方
弐 霧時計
参 紅色カゲロウ
四 追憶の心傷
伍 碧き扉
六 月世界航路
七 灼熱の旅
八 輪廻
『蒼き雷霆ガンヴォルト 義心憤怒』/III（トリプルアイ）
1 Eternal Blue
2 The One
3 櫻華爛漫
義心憤怒 Justice Rage
4 くすぶる炎
5 紫電の回想
6 宝剣を持つ者たち
7 炎と水
8 義心と憤怒
9デイトナ、その着火点
キャスト
デイトナ - 川上晃二
紫電 - 村瀬歩
イオタ - 中村卓
チンピラ - 八代拓
部下A - 井野優
部下B - 滑川洋平
研究者 - 柴田創一郎/本多諒太
街の人 - 世戸さおり/床井美紀
10 Eternal Blue（カラオケ版）
11 The One（カラオケ版）
12 櫻華爛漫（カラオケ版）
13 櫻華爛漫（ゲーム用ループ版）
『蒼き雷霆ガンヴォルト 平穏への憧憬』/III（トリプルアイ）
1 回想
2 平穏
3 葛藤
4 祈願
5 忍法
6 料理
7 空桶
8 残詩
キャスト
GV - 石川界人
シアン/モルフォ - 桜川めぐ
ジーノ - 石谷春貴
モニカ - 尾高もえみ
アシモフ - 雪田将司
9 Find Out! -希望の羅針-
10 青写真 -Cyanotype-
11 霧時計（カラオケ版）
12 紅色カゲロウ（カラオケ版）
13 追憶の心傷（カラオケ版）
14 碧き扉（カラオケ版）
15 月世界航路（カラオケ版）
16 灼熱の旅（カラオケ版）
17 Find Out! -希望の羅針-（カラオケ版）
18 青写真 -Cyanotype-（カラオケ版）
19 青写真 -Cyanotype-（ゲームループ版）
『蒼き雷霆ガンヴォルト 怠惰なる王国』/III（トリプルアイ）
1 Theme of September Records
怠惰なる王国 Lazy Kingdom
2 発端
3 噂
4 接触
5 幕間
6 決戦
7 決着、そして
キャスト
メラク - 粕谷雄太
エリーゼ - Ayano
執事 - 浦田優
プレイヤーA - あんどうさくら
プレイヤーB - 天合正太郎
プレイヤーC - 床井美紀
プレイヤーD - 花村ゆうき
ライブ用組曲
8 蒼翼は夜に舞う〜風雲急転〜駆け抜ける電光
9 電子の波となって〜少女の祈り
10 惑いし不夜街〜復讐の銀弾
Steam版クリスマスモード
11 聖夜
12 見上げし夜空に雪は舞い

## OVA

### スタッフ
- 原作 - 津田祥寿（インティ・クリエイツ）
- シナリオ原案 - 田井利明（インティ・クリエイツ）
- キャラクター原案 - 荒木宗弘（インティ・クリエイツ）、畠山義崇
- 監督・コンテ・演出 - 小高義規
- シナリオ - 村越繁
- キャラクターデザイン、作画監督 - 砂川正和
- プロップ・キャラクターデザイン、キーアニメーター - 中原竜太
- アクション作画監督 - 川瀬まさお
- メインアニメーター - 菊池陽介、中島渚
- 色彩設計、色指定検査 - 寺分神奈
- 撮影監督 - 蔡伯崙
- 美術監督 - 倉田憲一
- 編集 - 相原聡
- 音響監督、効果、音楽 - 山田一法（インティ・クリエイツ）
- 効果 - 山田航太郎、武田葵、佐藤巧（インティ・クリエイツ）
- 音楽 - 川上領（インティ・クリエイツ）、Yamajet
- アニメーションプロデューサー - 坂上貴彦、鷹木純一
- プロデューサー - 會津卓也（インティ・クリエイツ）
- 制作協力 - 全力エージェンシー
- 制作 - LandQ studio、東北新社
- 製作・著作 - インティ・クリエイツ

### 主題歌
主題歌「真実≒現実（リアリティ）」
作詞 - ハコファクトリィ / 作曲 - 山田一法 / 編曲 - Yamajet / 歌 - モルフォ（桜川めぐ）
挿入歌
「最期の冀望」
作詞 - ハコファクトリィ / 作曲 - 山田一法 / 編曲 - Yamajet / 歌 - モルフォ（桜川めぐ）
「追躡の果て」
作詞 - ハコファクトリィ / 作曲 - 山田一法 / 編曲 - Yamajet / 歌 - モルフォ（桜川めぐ）
「蒼空」
作詞 - ハコファクトリィ / 作曲 - 川上領 / 編曲 - Yamajet / 歌 - モルフォ（桜川めぐ）

### 配信・販売
- ネット配信

2017年2月9日 ニンテンドーeショップ販売
- DVD

2017年8月31日『蒼き雷霆ガンヴォルト ストライカーパック』限定版同梱
- Blu-ray

2017年9月28日発売。品番ICHN-1001

## マイティガンヴォルト
『蒼き雷霆』をファミコン風のドット絵にアレンジしたニンテンドー3DS用アクションゲーム。本作の早期購入特典として配信されたのち、11月26日より一般販売され、ダウンロードコンテンツ（4体のボスを含む4つのステージ）も配信された。
『蒼き雷霆』の主人公であるガンヴォルトの他にも、『Mighty No. 9』のベックと『ぎゃる☆がん』のえころがプレイアブルキャラクターとして選択できる。DLCでは『MIGHTY No. 9』のパイロジェンとブランディッシュ、『ぎゃる☆がん』のしあわせくんなどがボスとして追加されている。
2015年8月6日には、『マイティガンヴォルト』本編とDLCを一つにまとめ、PlayStation 4/PlayStation Vita向けに移植した『ぎゃるガンヴォルト』（GAL GUNVOLT）の配信が開始された。9月29日からはSteamにてWindows版『マイティガンヴォルト』（3DS版のDLCを含む）が配信開始された。
2017年6月には新作『マイティガンヴォルト バースト』が配信開始された。スメラギが悪の芸能プロダクションになるなどセルフパロディ要素の強い本作に対し、『バースト』は仮想空間を舞台とした本格的なクロスオーバー作品となっている。